# Carlota Ulloa
Pour les articles homonymes, voir Ulloa (homonymie).
Carlota Ulloa, née le 3 mars 1944 à Santiago et morte le 2 septembre 2021 dans la même ville, est une athlète chilienne.

## Carrière
Elle remporte aux Championnats d'Amérique du Sud d'athlétisme 1965 à Rio de Janeiro la médaille d'or du saut en longueur, la médaille d'argent du 80 mètres haies et la médaille de bronze du relais 4 × 100 mètres. Elle est médaillée d'or du 80 mètres haies aux Championnats d'Amérique du Sud d'athlétisme 1967 à Buenos Aires ; elle termine la même année quatrième de la finale du 80 mètres haies des Jeux panaméricains à Winnipeg. Éliminée en séries du 80 mètres haies aux Jeux olympiques d'été de 1968 à Mexico, elle obtient aux Championnats d'Amérique du Sud d'athlétisme 1969 à Quito la médaille d'or du 80 mètres haies et la médaille de bronze du pentathlon.